# Iva Majoli
Iva Majoli Marić, hrvaška tenisačica, * 12. avgust 1977, Zagreb, Jugoslavija.
Iva Majoli je največji uspeh dosegla z zmago na Grand Slam turnirju za Odprto prvenstvo Francije leta 1997, ko je v finalu v dveh nizih premagala Martino Hingis. Na turnirjih za Odprto prvenstvo Avstralije se je najdlje uvrstila v četrtfinale leta 1996, kot tudi na turnirjih za Odprto prvenstvo Anglije leta 1997, na turnirjih za Odprto prvenstvo ZDA pa v četrti krog leta 1994. Najvišjo uvrstitev na ženski teniški lestvici je dosegla 5. februarja 1996, ko je zasedala četrto mesto. V letih 1996 in 2000 je nastopila na olimpijskem turnirju.

## Posamični finali Grand Slamov (1)

### Zmage (1)
| Leto | Turnir                    | Nasprotnica v finalu | Rezultat finala |
| 1997 | Odprto prvenstvo Francije | Martina Hingis       | 6–4, 6–2        |